# Pyhäsalmi järnvägsstation
Pyhäsalmi järnvägsstation är en järnvägsstation i Pyhäsalmi tärtort i Pyhäjärvi stad, i landskapet Norra Österbotten i Finland. Stationen ligger vid Idensalmi–Ylivieska-banan. Vid stationen stannar dagligen alla regionaltåg mellan Ylivieska och Idensalmi.
Stationen öppnades år 1925. Stationsbyggnaden ritades av Jarl Ungern.